# Лилко Йоцов
Лилко Йоцов е български юрист (бивш военен прокурор и настоящ адвокат в Софийската адвокатска колегия), генерал от запаса.

## Биография
Роден е във Видин на 22 февруари 1944 г. Завършва специалност „Право“ в СУ „Климент Охридски“ през 1968 г.
Професионална кариера
През същата година става стажант-съдия в Софийския окръжен съд. В периода 1970–1971 г. е районен съдия в Бяла, област Русе. От края на 1971 до 1976 г. е военен следовател в гр. Варна към Варненска военна прокуратура, а от 1976 до 1980 г. е военен прокурор във Варнеска военна прокуратура.
От 1980 до 1986 г. е последователно заместник военноокръжен прокурор и военноокръжен прокурор в Плевенската военна прокуратура, а от 1986 г. – военен прокурор в Главна прокуратура на Република България в София. От 1990 до 1994 г. е заместник главен прокурор на Република България и главен военен прокурор.
От май 1995 г. е адвокат в Софийската адвокатска колегия. В периода от 1990 до 4 март 1997 г. е член на 3 висши съдебни съвета и на Висшия военен съвет.
Дело за лагерите (1990)
На 3 февруари 1997 г. колата му е взривена, но той оцелява.